# Christmas Time (Is Here Again)
A Christmas Time (Is Here Again) a The Beatles angol rockzenekar karácsonyi dala, amelyet eredetileg az ötödik rajongói klub karácsonyi lemezeként vettek fel 1967-ben. Azon kevés Beatles-dalok egyike,amelyeken az együttes mind a négy tagja szerzőként jelölhető meg. A dal egy bluesos háttérdalból és az általuk, valamint George Martin és Victor Spinetti által felénekelt kétsávos dalolásból áll. A dalszöveg többnyire a dal címének refrénjéből áll, amely kilenc versszakban ismétlődik.
Az 1967 decemberi megjelenést követően a Christmas Time (Is Here Again) évtizedekig hivatalosan kiadatlan maradt. Az 1984-re tervezett megjelenése meghiúsult, miután a The Beatles akkoriban megjelenő Sessions albumáról lehagyták. Az Apple 1995 decemberében kiadta a dal rövidített változatát a Free as a Bird kislemez B-oldalaként. Az 1967-es verziót 2017-ben újra kiadták a The Christmas Records nevet viselő limitált díszdobozos kiadáson, amely az együttes karácsonyi lemezeit tartalmazza.

## Háttere és a dal szerkezete
A The Beatles 1963-ban kezdett el rögzíteni karácsonyi lemezeket, amelyeket decemberben ingyenesen kiadtak a brit és amerikai hivatalos rajongói klubok tagjainak. A korai lemezek a rajongóiknak szóló üzeneteket tartalmaznak, míg a későbbiekben ezt a szokást a kabaréjelenetek és zenék váltották fel. Jordan Runtagh, a Rolling Stone magazin munkatársa a "karácsonyi felvételeik csúcsaként" jellemezte az 1967-es karácsonyi lemezüket, amely az eddigi legterjedelmesebb ünnepi üzenetük, és előre elkészített forgatókönyv alapján dolgoztak. A rádió- és televízióműsorok előtti tisztelgés jeleként a felvétel a the Ravellers nevű kitalált együttesen alapul, amely egy BBC rádióműsorban lép fel. A kabaréjelenetek között szerepel többek között sztepptánc, fiktív reklám, valamint zongorázás keretén belül a Plenty of Jam Jars-ről énekelnek. A felvétel azzal zárul, hogy mindegyik Beatle, valamint George Martin producer az ünnepre hangolódva köszönti a rajongóikat, majd John Lennon When Christmas Time is Over című verse következik. A The Beatles életrajzírója, John C. Winn skót ünnepi költeményként írja le, míg Kenneth Womack "Joyce stílusú... értelmetlen versnek" nevezi.
A történet forgatókönyve mellett az együttes írt egy karácsonyi dalt is Christmas Time (Is Here Again) címmel. A dal egyike azon Beatles szerzeménynek, amelyben mind a négy tag szerzőként van megjelölve, csakúgy, mint az ugyanabban az évben megjelent Flying című instrumentális zenéjük esetén. A D-dúr hangnemben játszott dal felépítése blues alapú, kilenc azonos versszak ismétlődik, majd egy instrumentális zenei versszak követi. Womack azt írja, hogy a dal „komikus szelleme” hasonlít az együttes You Know My Name (Look Up the Number) című dalához – amelynek nagy részét 1967 nyarán rögzítették –, és valószínűleg a BBC Radio 1 Bonzo Dog Doo-Dah Band-je ihlette. Steve Turner szerző szerint a dal a zenekar érdeklődését tükrözi a „gyermekszámok” íránt érdeklődésüket (hasonlóan a Yellow Submarine-hez), és az 1940-es évek Liverpoolja és a pszichedelikus zene gyermeki irányzatai iránti nosztalgiájukra utalnak. Runtagh kijelenti, hogy a dal "alig több egy ünnepi mantránál, de a The Beatles eladja teljes elkötelezettségével és az új kislemezükre, a Hello, Goodbye-ra emlékeztető okos hangszereléssel."

## Rögzítés
A dal felvételét 1967. november 28-án rögzítették az EMI Studios hármas stúdiójában. A 18:00 órától hajnali 2:45-ig tartó ülést Martin vezette, Geoff Emerick hangmérnök segítségével. Miután legutóbb két héttel korábban voltak stúdióban, hogy befejezzék az új, Magical Mystery Tour nagylemezük utolsó felvételeit, ezért ez volt az együttes első karácsonyi kislemeze, amely nem egy másik projekt közepette készült el. Victor Spinetti színész jelen volt az ülésen, és segített Lennon-nak a The Lennon Play: In His Own Write színpadi darab szalagjainak elkészítésében, amely Lennon 1964-es In His Own Write és 1965-ös A Spaniard in the Works című könyveinek adaptációja. A zenekar meghívta Spinettit, hogy vegyen részt a lemez felvételén és énekelte a dalt. Az egyetlen felvételben rögzített alapfelvételen Ringo Starr dobol, George Harrison egy Gibson J-160E típusú akusztikus gitáron, Lennon üstdobon és Paul McCartney zongorán játszik. A The Beatles Martinnal és Spinettivel együtt egységes duplázott énekhangot szinkronizált az eredeti felvételre.
Martin, akinek ismét Emerick segített, a munkamenet másnapján visszatért az EMI-hoz, hogy keverje a felvételeit. 14:30 és 17:30 között több monó remixet készített a lemezről, az újrakeverések teljes száma ismeretlen a mai napig. A Beatles kabaréjeleneteivel együtt szerkesztett kész változat 6 perc 8 másodperces időtartalommal rendelkezik. Martin és Emerick a kész változatot kazettára másolták, majd elküldték a Lyntone Records-nak.

## Megjelenése
Az 1967. december 15-én kiadott karácsonyi lemez címe Christmas Time Is Here Again! volt, amely egy kissé eltért a dal címétől. A korábban kiadott Beatles karácsonyi kislemezekhez hasonlóan a mostanit is csak a brit rajongóknak adták ki, az amerikai rajongóknak egy képeslappal kellett beérniük. A dalt teljes terjedelmében hivatalosan még soha nem adták ki. 1976. április 23-án egy 6 perc, 42 másodperces teljes verziót kevertek monó hangzásra. A mixet eredetileg csak az EMI Records vezetőinek játszották le, de 1983-ban ez a felvétel kalózfelvételeken terjedt el a rajongók körében. Emerick 1984-ben újra remixelte a dalt a Beatles Sessions albumára, amelyre később lehagyta. A dalt sztereó változatra is keverte, amely 1 perc 8 másodperces időtartamú volt és az Ob-La-Di, Ob-La-Da dalba lett beleágyazva. A dalról később azt pletykálták, hogy a Leave My Kitten Alone kislemez B-oldalaként fog megjelenni, amelyet eredetileg 1984 karácsonyára terveztek kiadni. Hivatalosan sohasem adták ki, a dal két változata 1985-ben, illetve 1986-ban kezdett el keringeni a rajongók körében.
Az Apple Coprs. hivatalosan kiadta a dalt a Free as a Bird CD-kislemez negyedik számaként 1995. december 4-én az Egyesült Királyságban, valamint december 12-én a Amerikai Egyesült Államokban. Womack azt írja, hogy Martin újrakeverte a dalt ehhez a kiadáshoz, míg Winn szerint ugyanaz a sztereó mix hallható, ami a Sessions albumhoz készült, de az első változat  2 perc 19 másodperces idővel rendelkezett. Lewisohn Martint nevezi meg producernek, Emericket pedig "hangmérnöknek/remix hangmérnöknek". Miután a dal elhalkul, a felvétel az 1966-os rajongói klublemezről, a Pantomime: Everywhere It's Christmas-ről hallható üzeneteket tartalmazza, valamint Lennon versét az 1967-es felvételről. B-oldalként a dal nem került fel a slágerlistára sem az amerikai, sem a brit piacon. 2017. december 15-én az összes karácsonyi lemezt újra kiadták egy limitált kiadású díszdobozos készlet, a The Christmas Records keretén belül.

## Közreműködött
Ian MacDonald szerint, kivéve ahol említve van:

### The Beatles
- John Lennon – duplázott ének, üstdob[5]
- Paul McCartney – duplázott ének, zongora
- George Harrison – duplázott ének, akusztikus gitár
- Ringo Starr – duplázott ének, dob

### További zenészek
- George Martin – duplázott ének
- Victor Spinetti – duplázott ének

## Fordítás
Ez a szócikk részben vagy egészben  a   Christmas Time (Is Here Again) című angol Wikipédia-szócikk fordításán alapul.  Az eredeti cikk szerkesztőit annak laptörténete sorolja fel. Ez a jelzés csupán a megfogalmazás eredetét és a szerzői jogokat jelzi, nem szolgál a cikkben szereplő információk forrásmegjelöléseként.

### Angol nyelvű
- Lewisohn, Mark: The Complete Beatles Recording Sessions. London: Hamlyn, 1988. ISBN 978-0-600-63561-1
- Womack, Kenneth: The Beatles Encyclopedia: Everything Fab Four. Santa Barbara: ABC-CLIO, 2016. ISBN 978-1-4408-4426-3

### Magyar nyelvű
- Bánosi György – Tihanyi Ernő: Beatles zenei kalauz. Az együttzenélés és a szólóévek. 1958–1999. Budapest: Anno Kiadó, 1999. ISBN 963-853-895-3
- Ian Macdonald: A fejek forradalma. A Beatles és a hatvanas évek. (ford. Révbíró Tibor) Budapest: Helikon Kiadó, 2015. ISBN 978-963-227-468-3
- Marsi József: Beatles Kódex – A Beatles együttes teljes életművének enciklopédiája. (bővített kiadás) Budapest: Könyvműhely, 2022. ISBN 978-615-01-5036-9